# Trelandsgrænse
En trelandsgrænse er et grænsepunkt, hvori tre staters landegrænser mødes. En trelandsgrænse kan befinde sig på land og i vandløb og søer.
Der findes omkring 176 internationale trelandsgrænser. Næsten halvdelen ligger i floder eller søer. På land markeres trelandsgrænser normalt med en grænsesten og i nogle tilfælde større monumenter. Nogle trelandsgrænser er stadig ikke præcist defineret eller aftalt landene imellem. Fx kræver Kina dele af det Sydkinesiske Hav som andre lander mener tilhører dem. 
Kina har 16 trelandsgrænser og Rusland 11-14.[kilde mangler] I Europa findes Østrig, der har ni trelandsgrænser, herunder to med både Schweiz og Liechtenstein.